# Wolfgang Herzig
Wolfgang Herzig (* 24. Oktober 1941 in Judenburg, Steiermark) ist ein österreichischer Maler.

## Leben
Wolfgang Herzig besuchte von 1955 bis 1959 die Kunstgewerbeschule in Graz die Ortweinschule bei Rudolf Spohn, Abteilung für Freskomalerei und Wandgestaltung, und von 1959 bis 1965 in der Akademie der bildenden Künste Wien die Meisterklasse für Malerei bei Sergius Pauser. Er hatte 1965 seine erste Einzelausstellung in der Galerie Synthese in Wien und war 1968 neben Kurt Kocherscheidt, Martha Jungwirth, Peter Pongratz, Franz Ringel und Robert Zeppel-Sperl an der von Otto Breicha für die Wiener Secession kuratierten Ausstellung Wirklichkeiten beteiligt. Der Ausstellungstitel blieb den sechs als Gruppenname haften, obwohl sie nie eine wirkliche Gruppe bildeten.
Wolfgang Herzig selbst hatte noch 1970 eine größere eigene Werkschau in der Wiener Secession, nachdem er Mitglied dieser Künstlervereinigung geworden war. Es folgten viele Ausstellungsbeteiligungen, aber auch Personale im In- und Ausland. Eine retrospektive große Werkschau gab es zuletzt 2011 im Essl Museum.
Wolfgang Herzig war von 1997 bis 2007 als Professor an der Universität für angewandte Kunst in Wien tätig. Von 1997 bis 2005 leitete er die Meisterklasse für Malerei und von 2005 bis 2007 war er Gastprofessor für Gestaltungslehre.

## Auszeichnungen
- 1972: Theodor-Körner-Preis
- 1981: Preis der Stadt Wien für Bildende Kunst
- 2002: Würdigungspreis des Landes Steiermark für bildende Kunst

## Werke in öffentlichen Sammlungen
- Museum moderner Kunst Stiftung Ludwig (MUMOK) in Wien
- Museum der Moderne Salzburg
- Österreichische Galerie Belvedere
- Gemäldegalerie der Akademie der Bildenden Künste in Wien
- Sammlung der Stadt Wien (MUSA)
- Sammlung Essl Klosterneuburg
- Steiermärkisches Landesmuseum (NEUE GALERIE) in Graz
- zudem befinden sich zahlreiche Werke in privaten Sammlungen im In- und Auland

## Einzelausstellungen und Beteiligungen
- 1963 Galerie im „Studententheater“, Wien
- 1964 Neue Galerie, Graz
- 1965 Galerie Synthese, Wien*
- 1968 „Wirklichkeiten“, Secession Wien
- 1968 Galerie Forum 67, Linz*
- 1968 Galerie Obere Zäune, Zürich
- 1969 Forum Stadtpark, Graz
- 1969 Galerie im Taxis-Palais, Innsbruck
- 1969 Galleria La Capella, Triest
- 1969 Galerie der Zentralsparkasse der Gemeinde Wien*
- 1969 „Österreichische Aktzeichnungen von Klimt bis heute“, Secession Wien
- 1969 Im Chäslager anlässlich des „Wiener Festivals“, Stanz, Schweiz
- 1970 Akademie der schönen Künste, Istanbul
- 1970 Secession Wien*
- 1970 Galerie Margot Ostheimer, Frankfurt am Main
- 1970 „Bilder“. Eine internationale Ausstellung der Wiener Secession im Rahmen der Wiener Festwochen.
- 1971 „Zeichnen heute“. Eine didaktische Ausstellung der Wiener Secession im Rahmen der Wiener Festwochen
- 1971 Art 2 – 71 Basel
- 1971 Galerie Still, Berlin
- 1971 Galerie Stubenbastei, Wien
- 1972 Galerie Peithner-Lichtenfels, Wien*
- 1972 „Druckgrafik 1897–1972“. Wiener Secession im Rahmen der Wiener Festwochen
- 1972 Österreichisches Kulturinstitut, Teheran
- 1972 „Wiener Secession“, Kulturhaus Graz
- 1973 Art 4 – 73 Basel
- 1974 Galerie Christian Brandstätter, Wien*
- 1975 „Wolfgang Herzig. Bilder, Zeichnungen, Gouachen“, Kulturhaus Graz*
- 1975 Art 6 – 75 Basel
- 1975 Museé Art Moderne, Paris „La jeune gravure contemporaine“
- 1976 Europäisches Forum Alpbach, „Die Skizze“
- 1977 Art 8 – 77 Basel*
- 1977 „Buchillustration“. Internationale Buchkunst-Ausstellung Leipzig
- 1978 Galerie Siau, Amsterdam*
- 1978 „From Austria with love: Neun junge Künstler aus Österreich“, Kulturhaus Graz
- 1979/ 80 „Kunstszene Wien: Bildwerke seit 1945 aus dem Besitz der Stadt Wien“, Kulturhaus Graz
- 1980 Neue Galerie, Wien*
- 1981 „70 bis 80. Elf Jahre Kunst in der Steiermark“. Neue Galerie und Künstlerhaus, Graz
- 1981 „Neuerwerbungen 1980–1981“, Akademie der bildenden Künste, Wien
- 1985 „Hommage auf James Ensor“, Kulturhaus Graz
- 1986 Neue Galerie, Wien*
- 1986 „Wiederbeginn und Entfaltung: Malerei in der Steiermark von 1945 bis 1970“, Steiermärkisches Landesmuseum Joanneum – Neue Galerie, Graz
- 1986 „Wiederbeginn und Entfaltung: Malerei in der Steiermark von 1945 bis 1970“, Umetnicki Paviljon Cvijeta Zuzoric, Beograd
- 1987 Rupertinum Salzburg* (Das druckgrafische Werk)
- 1987 „Seit 1970: Österreichische Kunst im Museum“, Museum des 20. Jahrhunderts, Wien
- 1988 Kulturhaus Graz*
- 1988 „Wirklichkeiten: Aspekte einer Gruppierung“, Museum des 20. Jahrhunderts, Wien
- 1989 „Wirklichkeiten: Aspekte einer Gruppierung“, Kulturhaus Graz und Klagenfurt
- 1988 Art 19 – 88 Basel
- 1988 „Begegnungen“. Eine Gemeinschaftsausstellung österreichischer und ungarischer Künstler, Ungarische Nationalgalerie Budapest
- 1989 Zug, Schweiz „Grazer Connection“. Steirische Künstler in Zug.
- 1988/ 89 „Zur Lage des Menschen“. Engagierte Graphik des 20. Jahrhunderts. Wanderausstellung der Landessammlungen Rupertinum, Salzburg
- 1989/ 90 „Wien-Wien 1960–1990“ Castel Ivano, Valsugana/Trient; Museum für Moderne Kunst", Bozen; Palazzo della Permanente, Milano; Complesso Monumentale San Michele, Roma.
- 1990 „Quer durch“, veranstaltet von der Wiener Secession, Bratislava
- 1990 „Narziss: Selbstbildnisse“ Bilder und Plastiken des 19. und 20. Jahrhunderts aus der Österreichischen Galerie, Schloß Halbturn
- 1991 „Standpünktlich. Die eine und die andere Natur. Aus den Beständen einer Privatsammlung“, Akademie der bildenden Künste, Wien
- 1991 „Ins Licht gerückt. Ein Museum auf Abruf“. Aus den Beständen der Gemeinde Wien, Volkshalle Rathaus
- 1991 „Das Jahrzehnt der Malerei. Österreich 1980–1990/ Sammlung Essl“, Kunstforum Wien
- 1991/ 92 Galerie Serafin, Wien*
- 1992 „Wien: Expressionistische Tendenzen nach 1945“, Salford Museum and Art Gallery Manchester, Großbritannien
- 1993 „Erste Realismus Triennale. Künstlersonderbund in Deutschland“, Martin Gropius-Bau, Berlin
- 1994 „Das Jahrzehnt der Malerei. Österreich 1980–1990/ Sammlung Essl“ im Kunstverein Augsburg
- 1995 „Wolfgang Herzig“, Werkschau in der BAWAG-Foundation, Wien*
- 1995 „Zwei Jahrzehnte in der BAWAG“, BAWAG-Foundation, Wien
- 1995 Werkschau Wolfgang Herzig, Landessammlungen Salzburg Rupertinum*
- 1995 Wasser & Wein. Zwei Dinge des Lebens. Aus der Sicht der Kunst von der Antike bis heute. Kunst.Halle.Krems
- 1996 Realismus als Methode. Sammlung Essl, Klosterneuburg.
- 1996 Zweite Realismus Triennale. Künstlersonderbund in Deutschland", Martin Gropius-Bau, Berlin
- 1996 A Década da Pintura 1980 a 1990. Pintura Austríaca Contemporanea – Coleccao Schömer, Lisboa
- 1996 Galerie Serafin, Wien*
- 1996 Kunst aus Österreich 1896–1996. Kunst und Ausstellungshalle der Bundesrepublik Deutschland, Bonn. Anschließend 1997 Albertina Ausstellungshalle Akademiehof, Wien
- 1996/ 97 „Elements“, Exhibition Hugh Lane Municipal Gallery of Modern Art, Charlemont House, Dublin
- 1997 Grafikausstellung, Rupertinum Salzburg
- 1998 „Wolfgang Herzig – Malerei“ Arbeiten von 1966 bis 1996, Hochschule für angewandte Kunst in Wien, Ausstellungszentrum Heiligenkreuzerhof, Wien*
- 1999 „Abenteuer Figur“ Kulturhaus d. Stadt Graz
- 1999 „Madonna Medusa“, Kapfenberg
- 2000 „Cagliari i Luoghi del segno in cisori Austriaci contemporanei“ Cagliari, Italien
- 2001 „Ausklang – as time goes by“, Kulturhaus Graz
- 2001 „Fallobst- ironie und witz in der Kunst“, Kunstsammlung Essl
- 2002 „Lob der Malerei“ Kunsthaus Wien
- 2003 „Steirische Meisterwerke d. Moderne 1918–2000“, Schloss Rabenstein Stmk
- 2003 „Lob der Malerei“ Museum moderner Kunst Stiftung Wörlen, Passau
- 2004 „Portraits“ MUMOK Museum MOderner Kunst, Stiftung Ludwig Wien,
- 2005 „Irr – Real“, Essl Museum, Klosterneuburg
- 2005 „Physiognomie der 2.Republik“ Belverdere Wien
- 2005 Ausstellung Galerie Ernst Hilger, Wien
- 2006 „Zurück zur Figur, Malerei der Gegenwart“ Kunsthaus Wien
- 2006 „Passion for Art; 35 Jahre Sammlung Sammlung Essl“ Essl Museum Klosterneuburg
- 2007 „A tribute 35 Years of the Essl Collection“ Essl Museum Klosterneuburg
- 2008 Ausstellung Galerie Leonhard Graz
- 2011 „Wolfgang Herzig, ein Realist wird 70“ Retrospektive im Essl Museum Klosterneuburg
- 2011 „Hommage an Otto Breicha, Arbeiten auf Papier“ Infeld Stiftung Halbthurn
- 2013 Ausstellung Galerie Suppan Contemporary, Wien
- 2016 „Wolfgang Herzig zum 75. Geburtstag – Ölbilder & Arbeiten auf Papier“ Galerie Suppan Contemporary", Wien

## Veröffentlichungen
- Aufforderung zum Mißtrauen. Literatur, Bildende Kunst, Musik in Österreich seit 1945. Hrsgg. von Otto Breicha und Gerhard Fritsch. Salzburg 1967.
- Wirklichkeiten. Herzig, Jungwirth, Kocherscheidt, Pongratz, Ringel, Zeppel-Sperl. Ausstellungskatalog der Wiener Secession, 1968.
- Herzig, Jungwirth, Kocherscheidt, Pongratz, Ringel. Kunstkritiker stellen vor. Otto Breicha, Wien (Ausstellungskatalog), Innsbruck 1969.
- Otto Breicha: Und weil der Mensch ein Mensch ist. Gelegentliches über den Maler Wolfgang Herzig. In: Ver Sacrum, Neue Hefte für Kunst und Literatur. Wien/München 1969.
- Otto Breicha: Wolfgang Herzig oder wenn man genau hinschaut. Wien 1970.
- Otto Breicha: Dampfen verboten: Über Wolfgang Herzig. (Text mit Originalradierungen), Katalog zur Ausstellung in der Wiener Secession. Wien 1970
- Otto Breicha: Wolfgang Herzig. Menschenmaler des Unmenschlich-Menschlichen; Herzig über Herzig. In: Der blaue Vogel. Hrsg. Alfred Weismann. Wien (1970).
- Kristian Sotriffer/ Oswald Oberhuber: Beispiele. Österreichische Kunst heute. Wien 1971.
- Kristian Sotriffer: Outsider in Wien. Bericht aus einer Diaspora der bildenden Kunst. in: Westermanns Monatshefte, Juli 1971.
- Wolfgang Herzig: Ölbilder, Gouachen, Zeichnungen 1972–1974. Katalog mit einleitendem Text von Otto Breicha „Kein Malfauve“ und fünf Bildlegenden von Peter Matejka (anlässlich der Ausstellung in der Galerie Brandstätter, Wien und dem Kulturhaus, Graz).
- André Heller: Die Ernte der Schlaflosigkeit in Wien. Illustrationen Wolfgang Herzig. Wien/München/Zürich: Edition Molden, 1975 (auch als Taschenbuch beim Verlag Wilhelm Goldmann).
- Die Skizze. Zeitgenössische Handzeichnungen von Architekten, Bildhauern, Malern, Zeichnern. Europäisches Forum Alpbach, 1976.
- Otto Breicha: Der Maler Wolfgang Herzig. in: Magazin Kunst, 1976.
- Buchillustration. Katalog der Sonderausstellung Internationale Buchkunst-Ausstellung Leipzig 1977, Berlin 1977.
- Kristian Sotriffer: Eine Phase der Beruhigung. In: Die Kunst der Siebziger Jahre in Österreich. Hrsg. Harald Sterk. Wien/München 1980.
- Erika Kiffl: Österreichische Ateliersituationen 1979/80. Graz 1980.
- Herzig. (Ausstellungskatalog). Neue Galerie, Wien 1980.
- Dieter Ronte: Die Avant-Garde in Austria and its Reception. In: Austria today. Sommer 1981, Vol. VII.
- Otto Breicha: Österreich zum Beispiel. 1982.
- Der Kunst ihre Freiheit. Wege der österreichischen Moderne von 1880 bis zur Gegenwart. Hrsgg. v. Kristian Sotriffer. Wien, 1981.
- Wilfried Skreiner: Wiederbeginn und Entfaltung. Moderne Malerei in der Steiermark von 1945 bis 1979. (Ausstellungskatalog). Graz 1986.
- Kristian Sotriffer: Phasen eines Neubeginns. Die Wiener Secession 1945 bis 1985. In: Die Wiener Secession. Die Vereinigung Bildender Künstler 1897–1985. Wien/Köln/Graz 1986.
- Wolfgang Herzig. Ölbilder 1984–1986. (Ausstellungskatalog) Neue Galerie. Wien, 1986.
- Peter Rosengrün: Herzig. In: Pierrot, Nr. 3., Hamburg 1987.
- Otto Breicha: Insofern (auch) gesellschaftskritisch. Wolfgang Herzigs Radierungen. In: Parnass, Heft 1/1988.
- Otto Breicha: Figur als Aufgabe. In: Zum Bestand. Aus dem Besitz der Landessammlungen Salzburg Rupertinum. Salzburg 1988.
- Wirklichkeiten. Aspekte einer Gruppierung. (Katalog zur Ausstellung im Museum des 20. Jahrhunderts). Wien 1988.
- Alles in Allem. 20 Jahre Ausstellungen im Kulturhaus der Stadt Graz. Graz 1988.
- Wien-Wien 1960–1990. Konzept Kristian Sotriffer (Ausstellungskatalog), Museum Moderner Kunst. Bozen 1989.
- Gerhard Roth: Unbarm-herzig. In: Über Bilder. Österreichische Malerei nach 1945. Wien 1990.
- Brigitte Borchardt-Birbaumer: Die Wahrheit starb in einer sehr bösen Nacht. Realistische Strömungen in Österreich. In: Das Jahrzehnt der Malerei. Österreich 1980 bis 1990. Sammlung Schömer. Wien 1991.
- Irene Nierhaus: Welt-Stücke. Vorwort im Katalog „Herzig“, Galerie Serafin, Wien 1991.
- Vienna Expressionist Tendencies Since 1945. Manchester 1992.
- Erste Realismus Triennale: Künstlersonderbund in Deutschland. Berlin 1993.
- Otto Breicha: Als der, welcher er ist. Einiges was mir im Fall Wolfgang Herzigs aus gegebenen Anlaß gerade einfällt. In: Protokolle. Zeitschrift für Literatur und Kunst, Heft 1, 1994.
- Sichtbare Spuren. Arbeitsräume österreichischer Künstler. Ein Fotoband von Herbert Fidler mit einem Essay von J. Schleebrügge. Ein Trend/Profil Buch. Wien 1994.
- Otto Breicha: Fünf unter einem Hut. Die beiden Grafkmappen von Künstlern der Wirklichkeiten. Publikation der Salzburger Landessammlungen Rupertinum. Salzburg 1994.
- Brigitte Borchardt-Birbaumer: Wolfgang Herzig. Retrospektive. In: Vernissage, 15. Jg., Nr. 3, April 1995.
- Otto Breicha: Zeitgemäß, weil unangepaßt. Einiges (weniges) zu Wolfgang Herzig. In: Parnass, Jg. 15., Mai/ August 1995, Heft 2.
- Protokolle. Zeitschrift für Literatur und Kunst. Hrsgg. von Otto Breicha. Wien, Heft 69, 71/1, 78/1, 80/1, 94/ 1.
- Herzig. (Werkmonografie mit Textbeiträgen von Wolfgang Bauer, Otto Breicha und Irene Nierhaus) Wien,/ 1995.
- Zweite Realismus Triennale: Künstlersonderbund in Deutschland. Berlin 1996.
- Kunst aus Österreich 1896–1996. Hrsgg. von der Kunst- und Ausstellungshalle der Bundesrepublik Deutschland in Bonn. München/New York 1996.
- Wolfgang Herzig. Arbeiten von 1966 bis 1996. (Katalog mit Textbeitrag von Brigitte Borchhardt-Birbaumer), Wien 1998.
- Portraits. Katalog Ausstellung MUMOK, 2004.
- Vom Tafelbild zum Wandobjekt. Museum der Moderne Salzburg (Sammlungsbände), 2005.
- Physiognomie der 2. Republik. (Katalog) Ausstellung Belvedere, 2006.
- „PASSION FOR ART“. 35 Jahre Sammlung Essl. Sammlungsbände, 2007.
- A TRIBUTE 35 JEARS OF THE ESSL COLLECTION. Katalog. 2008.
- WOLFGANG HERZIG EIN REALIST WIRD 70. Katalog zur Retrospektive im Essl Museum mit Textbeiträgen von Agnes Essl, Brigitte Borchardt Birbaumer, Anna Szöke und Andreas Hofer. 2011.
- WOLFGANG HERZIG. Katalog zur Ausstellung und Werkverzeichnis der Arbeiten von 1995 bis 2015. Galerie und Edition Suppan Contemporary, Wien 2016

## Filme
- Heldenberg und Watschenmann. Ein Film von Heinz Dieckmann (ZDF), 1972
- Filmporträt Wolfgang Herzig oder wenn man genau hinschaut von Wilhelm Gaube, Museum des 20. Jahrhunderts. Wien, 1987.
- Kunst-Stücke (ORF) Redaktion: Harald Sterk/Traude Hansen, 1991.